# Pradleves
Pradleves là một đô thị tại tỉnh Cuneo trong vùng Piedmont của Italia, vị trí cách khoảng 80 km về phía tây nam của Torino và khoảng 20 km về phía tây của Cuneo. Tại thời điểm ngày 31 tháng 12 năm 2004, đô thị này có dân số 306 người và diện tích 19,2 km².
Pradleves giáp các đô thị: Castelmagno, Demonte, Dronero và Monterosso Grana.